# Textus Receptus

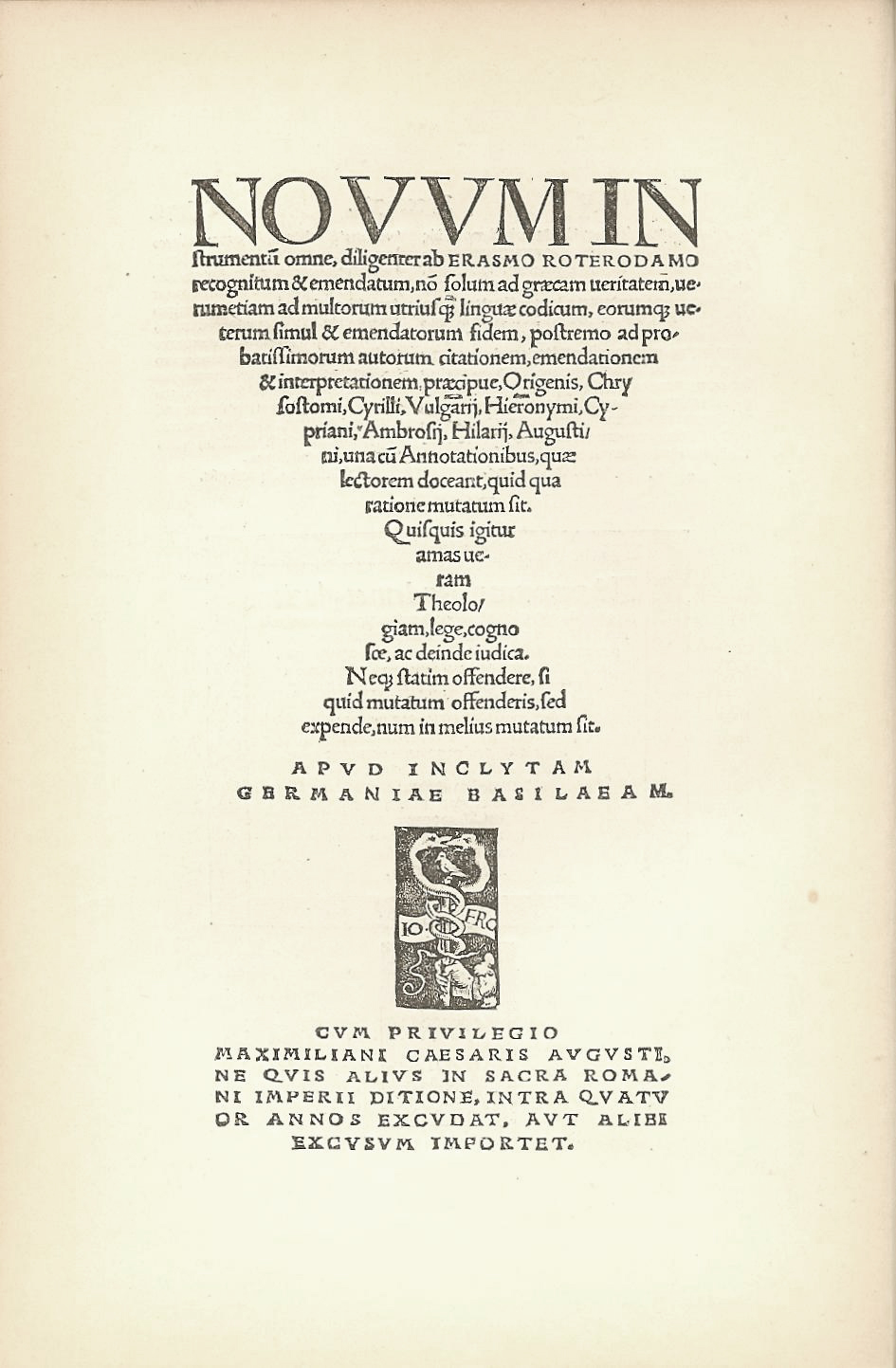
Первая страница Нового Завета с издания Эразма

Textus Receptus (общепринятый текст) — тип греческого текста Нового Завета, отражённый в печатных изданиях XVI—XVII веков и основанный на поздних рукописях византийского типа текста, с небольшими разночтениями Кесарийского типа текста, Вульгаты и западного типа текста. Он не является классическим византийским текстом и иногда ошибочно называется «текстом большинства». На основе Textus Receptus были сделаны европейские переводы Нового Завета XVI—XIX веков, а также синодальный перевод на русский язык. Сокращённая аббревиатура для «Textus Receptus», принятая в научной литературе, — TR.

## История
Первой печатной книгой была Вульгата, так называемая Библия Гутенберга (1452—1456).
Первым печатным изданием греческого Нового Завета был V том «Комплютенской многоязычной Библии» (Полиглотты), изданный 10 января 1514, но выпущенный в продажу в 1522. Поэтому первым опубликованным греческим Новым Заветом оказалось издание, подготовленное Эразмом Роттердамским (1466—1536). Издание было закончено 1 марта 1516 в Базеле. Большую часть новозаветных текстов Эразм взял из двух рукописей, найденных им в монастырской библиотеке в Базеле: Евангелия — из одной, Деяния и Послания — из другой, обе рукописи датируются XII веком. Эразм не имел полного текста Откровения Иоанна Богослова. Отсутствовали шесть последних стихов, кроме того были несколько лакун в середине рукописи. Отсутствующие в греческих рукописях стихи Эразм перевёл из латинской Вульгаты. При составлении этого издания были использованы следующие манускрипты (по нумерации Грегора-Аланда): 1, 1rK, 2e, 2ap, 4ap, 7, 817; во втором издании (1519) Эразм дополнительно использовал Минускул 3.

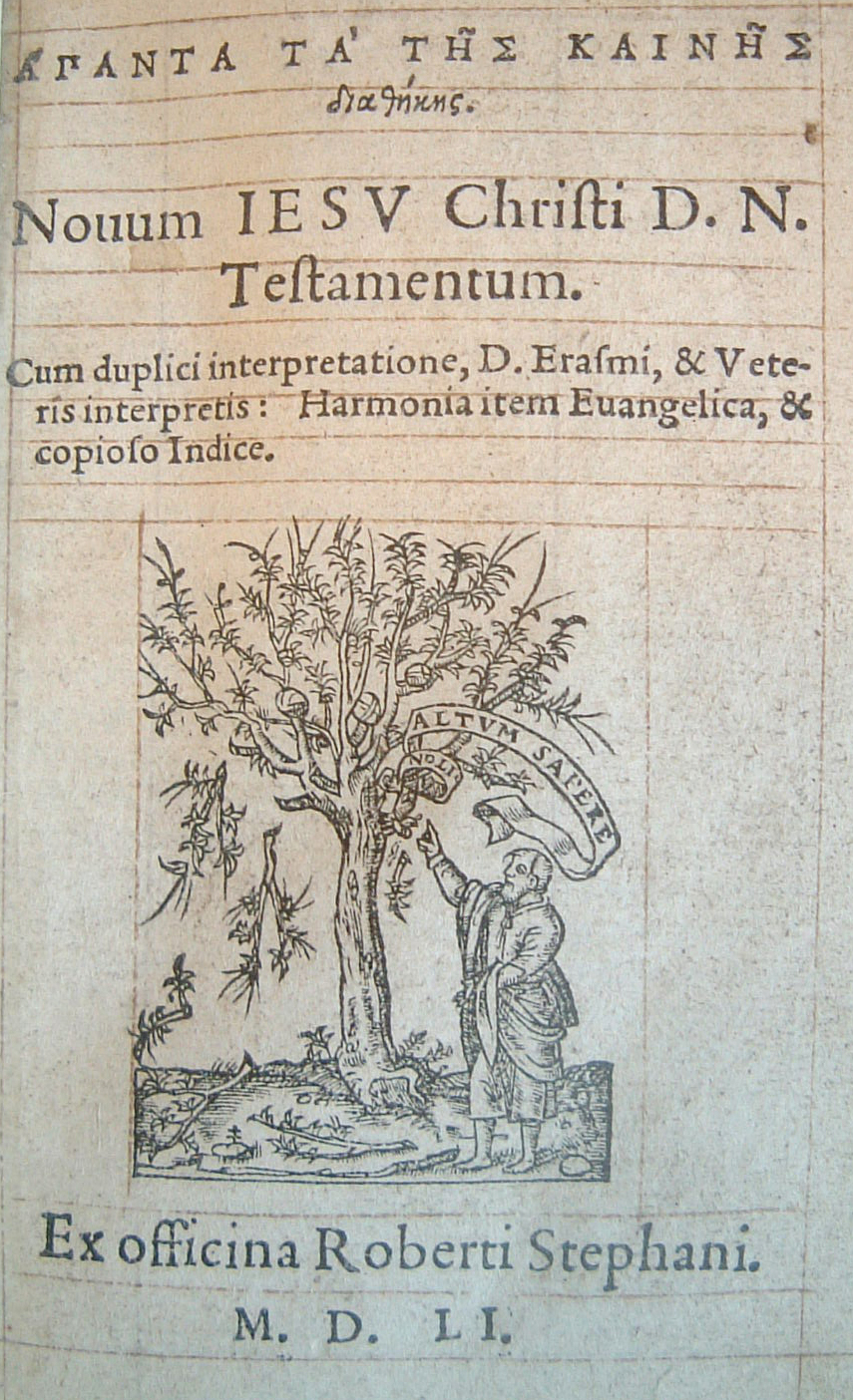
4-е издание Нового Завета Робера Этьена

Известный парижский издатель и печатник Робер Этьен (фр. Robert Estienne, лат. Stephanus — Стефан, 1503—1559) выпустил четыре издания Нового Завета (1546, 1549, 1550 и 1551). Этьен использовал текст Эразма, сравнённый с текстом, изданным в Алкала, и 15 рукописями.
Теодор де Без (Theodore de Bese) (1519—1605), друг и последователь Кальвина, живший в Женеве, использовал 3-е издание Стефана.
В 1624 г. братья Бонавентура и Авраам Эльзевир, печатники из Лейдена, выпустили издание Нового Завета на греческом языке, текст которого был заимствован из издания Безы 1565 г. В предисловии ко второму изданию (1633), говорилось следующее:

Вот перед тобой текст, который ныне принят всеми, и в котором мы не даём ничего исправленного или ошибочного
Оригинальный текст (лат.)Textum ergo habes, nunc ab omnibus receptum, in quo nihil immulatum aut corruptum damus

Таким образом, случайная фраза закрепила за Textus Receptus название общепринятого, стандартного текста.